# Helmut Linke
Helmut Linke (* 6. Oktober 1928 in Greiz; † 30. Mai 2016) war ein deutscher Journalist. Er war Chefredakteur der SED-Zeitung „Freies Wort“ in der DDR.

## Leben
Linke, Sohn eines Klempners, besuchte die Volks- und die kaufmännische Berufsschule. Er musste ab 1944 Kriegsdienst in der Wehrmacht leisten und geriet 1945 in amerikanische Kriegsgefangenschaft, aus der er schon bald wieder entlassen wurde.
Nach dem  Zweiten Weltkrieg war er 1945/46 kaufmännischer Lehrling in Greiz. Er arbeitete anschließend bis 1948 als kaufmännischer Angestellter und besuchte 1946/47 in Abendkursen die Textilfachschule. Im Jahr 1948 wurde er Mitglied der SED. Von 1948 bis 1950 arbeitete er als Redaktionsvolontär bei der Zeitung „Das Volk“ in Greiz und von 1950 bis 1951 als Redakteur derselben Zeitung in Bad Salzungen. Nach einem Studium 1951/52 an der Parteihochschule „Karl Marx“ der SED war er von 1953 bis 1959 Redakteur bei der Zeitung „Freies Wort“ in Suhl. Ein Fernstudium an der Sektion Journalistik an der Karl-Marx-Universität Leipzig von 1953 bis 1960 schloss er als Diplom-Journalist ab. 1961 wurde er stellvertretender Chefredakteur und 1965 Chefredakteur des SED-Bezirksorgans „Freies Wort“ in Suhl (Nachfolger von Gerhard Fuchs). Von 1967 bis 1989 war er Mitglied des Zentralvorstandes des Verbandes der Journalisten der DDR (VDJ) und Vorsitzender des VDJ im Bezirk Suhl. Während des Studiums an der Parteihochschule der KPdSU in Moskau wurde er von Klaus Kleine als Chefredakteur vertreten, behielt aber seine Mitgliedschaft in der SED-Bezirksleitung Suhl, der er von 1967 bis 1989 angehörte. Linke wurde 1989 während der Wende in der DDR als Chefredakteur durch seinen langjährigen Stellvertreter Heinz Escher abgelöst.
Linke starb im Alter von 87 Jahren.

## Auszeichnungen
- 1969 Vaterländischer Verdienstorden in Bronze
- 1980 Orden Banner der Arbeit Stufe I